# Jacqueline Börner
Jacqueline Börner (Wismar, 30 maart 1965) is een voormalig Duits langebaanschaatsster.
Jacqueline Börner was midden jaren 80 een goede schaatsster, maar werd overschaduwd door haar Oost-Duitse landgenoten Karin Kania en Andrea Ehrig-Mitscherlich. In 1987 mocht ze voor het eerst deelnemen aan een internationale wedstrijd Het succes bleef niet uit en Börner werd bij haar debuut derde op het EK Allround in Groningen. Deze prestatie herhaalde ze in 1989 in eigen land op het EK Allround in Berlijn. Een jaar later was ze nog beter en werd tweede in Heerenveen bij het EK Allround.
Börner nam vier keer deel aan het WK Allround Zij won, na diskwalificatie van Gunda Kleemann, goud op het WK Allround in Calgary en werd in 1987 en 1989 vijfde in het klassement. In 1992 startte ze niet op de derde afstand. Ze veroverde drie afstandmedailles, in 1987 zilver op de 500m, in 1989 brons op de 3000m en in haar kampioensjaar 1990 goud op de 3000m, hierdoor deelt ze samen met Atje Keulen-Deelstra (1970) het feit dat ze wereldkampioene allround werd met maar één afstandmedaille.
In de zomer van 1990 kantelde Börners geluk toen ze tijdens een training op de fiets werd aangereden met een auto. Anderhalf jaar later maakte ze haar comeback in het schaatsen met een 6e plaats tijdens het EK Allround van 1992 in Heerenveen. Een maand later liet ze zien volledig hersteld te zijn toen ze bij de Olympische Winterspelen in Albertville kampioen werd op de 1500 meter. Ze won met slechts 0,05 seconden voorsprong op zilverenmedaillewinnaar Gunda Niemann-Kleemann.

## Persoonlijk records
| Afstand    | Tijd    | Datum            | Baan    |
| ---------- | ------- | ---------------- | ------- |
| 500 meter  | 40,9    | 2 maart 1996     | Calgary |
| 1000 meter | 1.20,55 | 20 maart 1987    | Medeo   |
| 1500 meter | 2.04,54 | 11 februari 1990 | Calgary |
| 3000 meter | 4.19,86 | 10 februari 1990 | Calgary |
| 5000 meter | 7.31,51 | 11 februari 1990 | Calgary |

## Resultaten
| Jaar | EK Allround | Olympische Spelen | WK Allround |
| ---- | ----------- | ----------------- | ----------- |
| 1987 | Brons       |                   | 5e          |
| 1988 | 11e         |                   |             |
| 1989 | Brons       |                   | 5e          |
| 1990 | Zilver      |                   | Goud        |
| 1991 |             |                   |             |
| 1992 | 6e          | 1500m · 8e 3000m  | NS3         |

### Medaillespiegel
| Kampioenschap     | Goud · | Zilver · | Brons · |
| ----------------- | ------ | -------- | ------- |
| EK Allround       | 0      | 1        | 2       |
| Olympische Spelen | 1      | 0        | 0       |
| WK Allround       | 1      | 0        | 0       |

1960: Lidia Skoblikova ·
1964: Lidia Skoblikova ·
1968: Kaija Mustonen ·
1972: Dianne Holum ·
1976: Galina Stepanskaja ·
1980: Annie Borckink ·
1984: Karin Enke ·
1988: Yvonne van Gennip ·
1992: Jacqueline Börner ·
1994: Emese Hunyady ·
1998: Marianne Timmer ·
2002: Anni Friesinger ·
2006: Cindy Klassen ·
2010: Ireen Wüst ·
2014: Jorien ter Mors ·
2018: Ireen Wüst ·
2022: Ireen Wüst